# Conférence de Munich sur la sécurité
À ne pas confondre avec la Conférence de Munich du 29 au 30 septembre 1938.
 (février 2025).

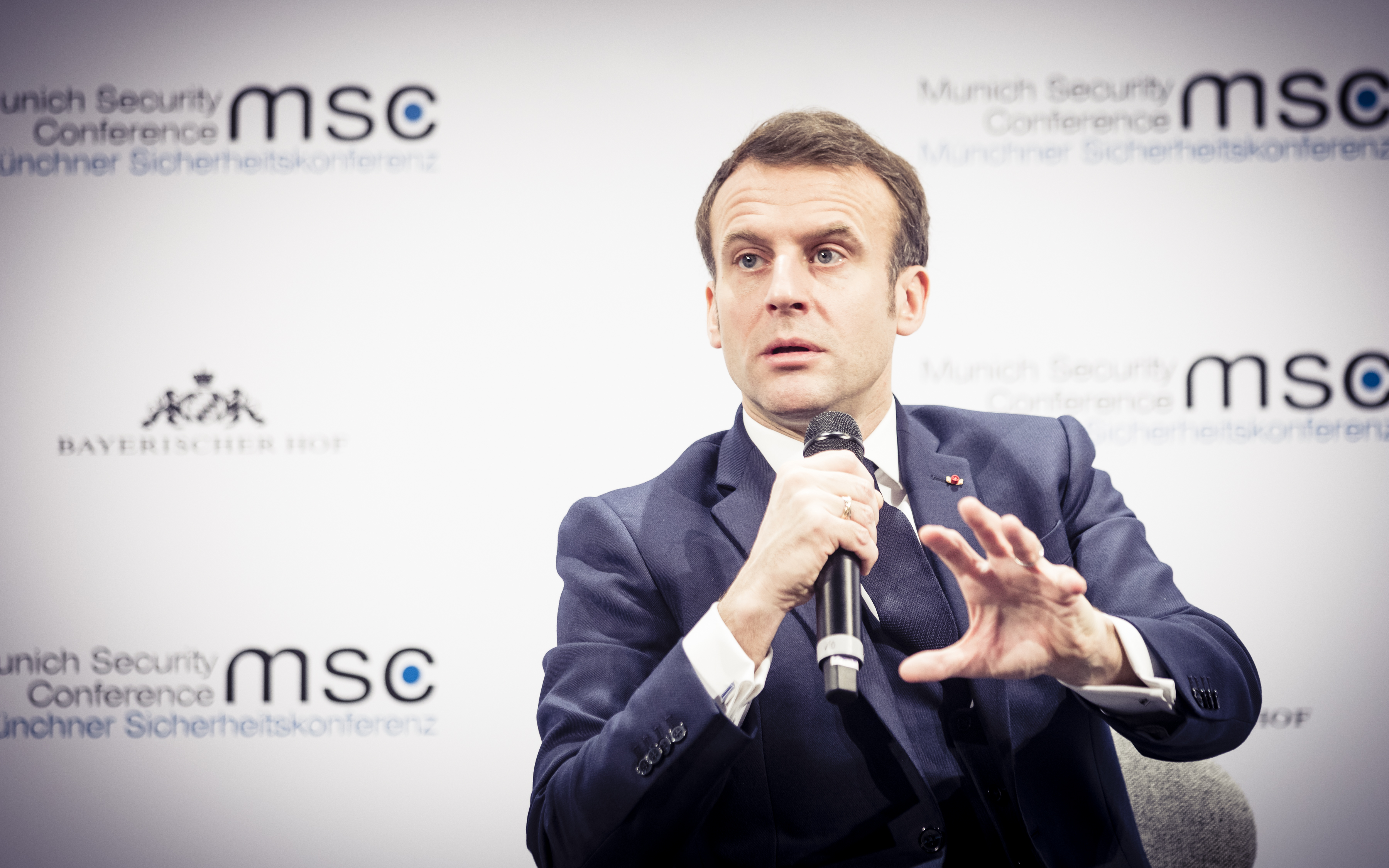
Emmanuel Macron, président de la République française, à la 56e Conférence de Munich en 2020,,.

La Conférence de Munich sur la sécurité (en anglais Munich Security Conference ou MSC, en allemand Münchner Sicherheitskonferenz), anciennement connue sous le nom
de Conférence de Munich sur la politique de sécurité (Munich Conference on Security Policy ou Münchner Konferenz für Sicherheitspolitik) est un forum consacré aux questions de sécurité internationale qui se tient annuellement en février à Munich, dans le sud-ouest de l'Allemagne, à l'hôtel Bayerischer Hof (en). Créé en 1963 par l'éditeur allemand Ewald-Heinrich von Kleist-Schmenzin, la conférence est devenue au fil des décennies un évènement important.
Cette plate-forme de dialogue permet aux participants d'avoir des échanges informels sur les questions de politique étrangère et de sécurité à laquelle le monde est confronté. Chaque année, les invités des pays membres de l'OTAN, de l'Union européenne et des pays du monde entier débattent en profondeur de leurs positions sur les relations transatlantiques (en) comme sur la sécurité en Europe et dans le monde.

## Historique
Le forum est fondé en 1963 par l'éditeur allemand Ewald-Heinrich von Kleist-Schmenzin sous le nom de Wehrkundetagung (la conférence sur le savoir de la défense).
De 1999 à 2008, la conférence est dirigée par Horst Teltschik, puis par l'ambassadeur Wolfgang Ischinger et, à partir de 2022, par l'ambassadeur Christoph Heusgen, suivi de Jens Stoltenberg en 2025.
Les vice-présidents sont l'ambassadeur Rainer Rudolph, qui a succédé à l'ambassadeur Boris Ruge, et Benedikt Franke, qui est également PDG.

## Conférences
En 2022, la 58e conférence sur la sécurité de Munich s'est tenue, en raison de la pandémie de Covid-19, avec un nombre de participants fortement réduit. Quelques jours avant le début de l'invasion russe de l'Ukraine, le conflit naissant a dominé de nombreuses discussions lors de la conférence.
La 59e conférence sur la sécurité de Munich s'est tenue du 17 au 19 février 2023. La guerre en Ukraine était au centre des débats,. La conférence fut perturbée par des manifestations. D'une part, des manifestants ont exprimé leur solidarité avec le peuple ukrainien. D'autre part, des militants pour le désarmement et l'arrêt de livraisons d'armes dans le monde, se sont opposés à la conférence. Ils ont demandé à certains dirigeants, qui étaient présents, de reprendre les négociations sur la paix entre l'Ukraine et la Russie, et l'arrêt des livraisons d'armes, en Ukraine.

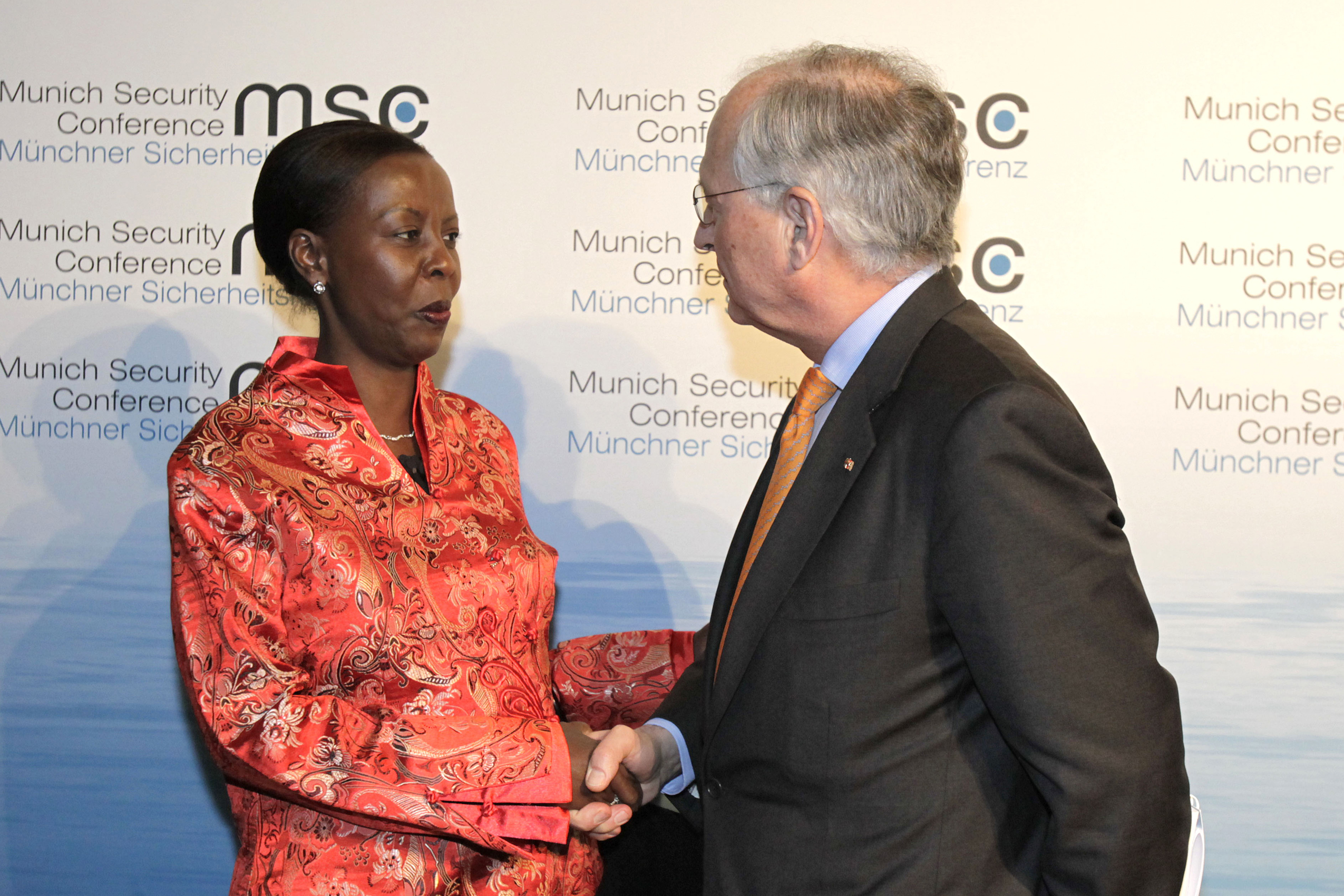
50e Conférence de Munich sur la sécurité en 2014 : Louise Mushikiwabo (ministre des Affaires étrangères et de la Coopération, République du Rwanda), et Wolfgang Ischinger (diregeant précédent de la MSC),.

La 60e conférence s'est tenue du 16 au 18 février 2024 Le thème « Lose-Lose ? », également titre du rapport sur la sécurité de Munich de cette année se référait à la nécessaire refonte de l'ordre mondial pour le bien de tous : l'alternative inclusive aux dynamiques « perdant-perdant » de l'isolationnisme qui se propage. À en juger par le débat de Munich, une volonté politique accrue est nécessaire pour mettre en œuvre les propositions de réforme. Près de 1 000 participants de 109 pays se sont réunis, dont 45 chefs d'État et de gouvernement. Dans les 60 manifestations du programme principal, plus de la moitié des orateurs étaient des femmes et plus d'un quart provenaient de pays du Sud. En outre, plus de 200 manifestations latérales ont été organisées par des organisations publiques et privées.
La 61e conférence sur la sécurité de Munich a eu lieu du 14 au 16 février 2025. Depuis, la Conférence est présidée par Jens Stoltenberg. Elle a réuni plus de 450 décideurs mondiaux et leaders d'opinion de premier plan, dont plus de 50 chefs d'État et de gouvernement et 150 ministres,,. Quelques jours auparavant le rapport sur la sécurité de Munich avait été publié. Le titre de ce rapport a donné le cadre thématique de la conférence : « multipolarization » - un état de réorganisation mondiale entre des possibilités prometteuses et une communauté menacée, notamment dans la gestion des crises et des menaces. Selon le rapport, une « dépolarisation » et des réformes substantielles de l'ordre international sont plus que jamais nécessaires. Outre les débats intenses sur les défis mondiaux en matière de sécurité tels que la gouvernance mondiale, la résilience démocratique et la sécurité climatique, l'état de l'ordre international, les conflits et les crises régionales, ainsi que l'avenir du partenariat transatlantique et le rôle de l'Europe dans le monde, le discours controversé de J.D. Vance en particulier a suscité de nombreuses réactions,. 

## Autres événements
Cette section ne s'appuie pas, ou pas assez, sur des sources secondaires ou tertiaires indépendantes du sujet. Le texte peut contenir des analyses inexactes ou inédites de sources primaires.
Pour l'améliorer, ajoutez-en, ou placez des modèles {{Source secondaire souhaitée}} ou {{Source secondaire nécessaire}} sur les passages mal sourcés. (mai 2025)
En plus de la conférence principale en février, la Conférence sur la sécurité de Munich accueille différents événements.

### Munich Leaders Meetings/ Réunions des dirigeants de Munich
Depuis 2009, un à deux Munich Leaders Meetings ont lieu chaque année dans différentes capitales du monde. Un cercle limité de participants discute des défis actuels en matière de politique étrangère et de sécurité en se concentrant particulièrement sur un contexte régional donné. Ces réunions étaient auparavant appelées « Core Group Meetings ».

### Munich Strategy Retreats/ Retraites stratégiques de Munich
Un cercle sélectionné de 30 à 50 experts, dirigeants et penseurs qui se réunissent dans un cadre privé non public afin de développer des recommandations sur les défis les plus actuels en matière de politique de sécurité.

### Roundtables/ Tables rondes
Des tables rondes régulières sont organisées avec un nombre variable de participants, à la fois dans le cadre de réunions et de manifestations internationales et en tant qu'événements indépendants. Plusieurs tables rondes peuvent être organisées sous la forme d'un « Summit » et certaines « Conversations » peuvent également être organisées sous forme virtuelle. Les thèmes abordés vont de la politique de défense européenne à la cybersécurité et aux questions de sécurité humaine.

### Innovation Board/ Conseil d'innovation en matière de sécurité
En 2021, le MSC Security Innovation Board a été créé. Il réunit un groupe d'experts des domaines de la technologie et de la défense afin de favoriser les échanges sur l'innovation dans le domaine de la politique de sécurité.

## Récompenses & réseaux
Cette section ne s'appuie pas, ou pas assez, sur des sources secondaires ou tertiaires indépendantes du sujet. Le texte peut contenir des analyses inexactes ou inédites de sources primaires.
Pour l'améliorer, ajoutez-en, ou placez des modèles {{Source secondaire souhaitée}} ou {{Source secondaire nécessaire}} sur les passages mal sourcés. (mai 2025)
La Conférence de Munich sur la sécurité honore les réalisations politiques et soutient les futurs décideurs avec ses prix et ses programmes de leadership,.

### Prix Ewald-von-Kleist
Depuis 2009, le prix Ewald von Kleist est décerné à des personnes ayant apporté une contribution particulière « à la paix et à la résolution des conflits ». Les lauréats reçoivent une médaille portant l'inscription « La paix par le dialogue ». De 2005 à 2008, le prix a été décerné sous ce nom. Parmi les lauréats récents figurent John McCain (2018), Alexis Tsipras et Zoran Zaev (2019), les Nations unies (2020), Angela Merkel (2021) et Jens Stoltenberg (2022), ), la Finlande et la Suède (2023) ainsi que Mia Amor Mottley et John F. Kerry (2024).

### Prix de thèse John McCain
À partir de 2019, les conférences récompenseront jusqu'à deux thèses de sciences politiques portant sur les relations transatlantiques. Le prix est décerné à la mémoire de John McCain en collaboration avec les partenaires, l'École de politique publique de Munich, le Geschwister-Scholl-Institut, l'Université de la Bundeswehr et l'Institut McCain. Le prix comprend la participation à des événements du MSC et des prix en espèces pouvant atteindre 10 000 euros.

### Women Parliamentarians Program / Programme des femmes parlementaires
En commençant par la Conférence sur la sécurité de Munich 2023, le programme met en réseau une nouvelle génération de femmes décideurs au Bundestag allemand et au Parlement européen. Un groupe sélectionné de femmes parlementaires de différents partis passera une année à développer de nouvelles idées pour la politique étrangère, de sécurité et de développement de l'Allemagne dans différents formats,.

### Munich Young Leaders / Jeunes dirigeants de Munich
En coopération avec la Fondation Körber, le programme Munich Young Leaders existe depuis 2009. Chaque année, 25 jeunes gens représentant des institutions gouvernementales, des parlements, des groupes de réflexion, des médias et des entreprises d'Allemagne, des pays membres et partenaires de l'OTAN, ainsi que des pays d'Asie et du Moyen-Orient, sont sélectionnés en tant que « Munich Young Leaders ». Outre un programme individuel, ils participent aux sessions de la Conférence de Munich sur la sécurité. L'objectif est d'impliquer la prochaine génération de décideurs dans l'environnement de la conférence. Les ordres du jour et les listes des participants et des orateurs sont publiés en ligne.